# Жизнь героя
Жизнь героя (нем. Ein Heldenleben), опус 40 ― симфоническая поэма Рихарда Штрауса для оркестра, написанная в 1898 году. Является восьмой по счёту работой композитора в этом жанре. Посвящена дирижёру Виллему Менгельбергу и оркестру Консертгебау.
Премьера поэмы состоялась 3 марта 1899 года во Франкфурте.

## Структура
Поэма длится около пятидесяти минут и исполняется без пауз (за исключением грандиозной драматической паузы в конце первой части). Произведение состоит из шести частей:
1. Der Held (Герой)
2. Des Helden Widersacher (Противники героя)
3. Des Helden Gefährtin (Спутник героя)
4. Des Helden Walstatt (Герой в битве)
5. Des Helden Friedenswerke (Дела героя)
6. Des Helden Weltflucht und Vollendung (Уход героя из этого мира)

Ниже представлена тема героя:

## Состав оркестра
Композиция написана для пикколо, 3 флейт, 3 гобоев, английского рожка, 3 кларнетов, бас-кларнета, 3 фаготов, контрафагота, 8 валторн, 5 труб, 3 тромбонов, 2 туб, литавр, бас-барабана, 2 малых барабанов, тарелок, тенорового барабана, тамтама, треугольника и струнных.